# Grenzmuseum Sorge
Het Grenzmuseum Sorge is een particulier museum in Sorge, een deelgemeente van Oberharz am Brocken in het Harz.
Het museum is verdeeld over twee locaties. Een klein deel is opgesteld in het oude stationsgebouw van de plaats en het grotere buitenmuseum ligt iets buiten de bebouwde kom. Hier is een grote parkeerplaats en na een wandeling van een halve kilometer staat het hek van het openluchtmuseum. 
Sorge ligt direct aan de voormalige Duits-Duitse grens ten zuidoosten van Braunlage. Het museum heeft de intentie de opdeling van Duitsland in de Duitse Democratische Republiek (DDR) en de Bondsrepubliek Duitsland (BRD) te herdenken. Het gebied staat op verkeersborden aangeduid als Grenzlandschaft Sorge. In 1952 kwam Sorge te liggen in een restrictieve zone, deze liep langs de hele grens en hier mochten alleen mensen wonen en komen die een vergunning hadden. In dat jaar werden ‘minder betrouwbare’ of vluchtgevaarlijke burgers gedwongen verhuisd naar een locatie verder van de grens. Vooral na de bouw van de Berlijnse Muur werd de grens verder versterkt, er kwamen zelfs landmijnen te liggen.
Het Grensmuseum toont originele DDR-grensversterkingen, waaronder een deel van het grenshek inclusief een ren voor de waakhonden. Het stevige grenshek is fijnmazig waardoor het moeilijk is met de vingers en voeten grip te krijgen bij het omhoogklimmen. Boven het hek zitten twee rijen met prikkeldraad. Het betonnen pad leidt naar een elf meter hoge uitkijktoren en een voormalige grenspaal van de DDR. De uitkijktoren werd omstreeks 2020 gerenoveerd en is bij speciale gelegenheden en rondleidingen geopend voor publiek. Op het terrein staan tien grote informatiepanelen, in het Duits en Engels, die een toelichting geven op de politieke situatie van die tijd, de mensen die hier woonden en de gebeurtenissen die zich hier hebben afgespeeld.
Na het passeren van de uitkijktoren komt de bezoeker bij het dorp Hohegeiß. Hier staat een gedenksteen voor Heiko Runge. Deze 15-jarige Oost-Duitser werd op 8 december 1973 doodgeschoten door de Oost-Duitse grenswachten bij zijn poging naar de BRD te vluchten. De gedenksteen werd op 8 december 2023 onthuld.
In het voormalige stationsgebouw in het dorp Sorge is een kleine collectie aanwezig. In dit zogenaamde Kleine Grensmuseum staan foto’s en objecten uit het dagelijks leven van de DDR-grenstroepen en de bewoners van de grensregio.
Het museum wordt beheerd door de gelijknamige vereniging Verein Grenzmuseum Sorge e.V.. 

## Foto’s

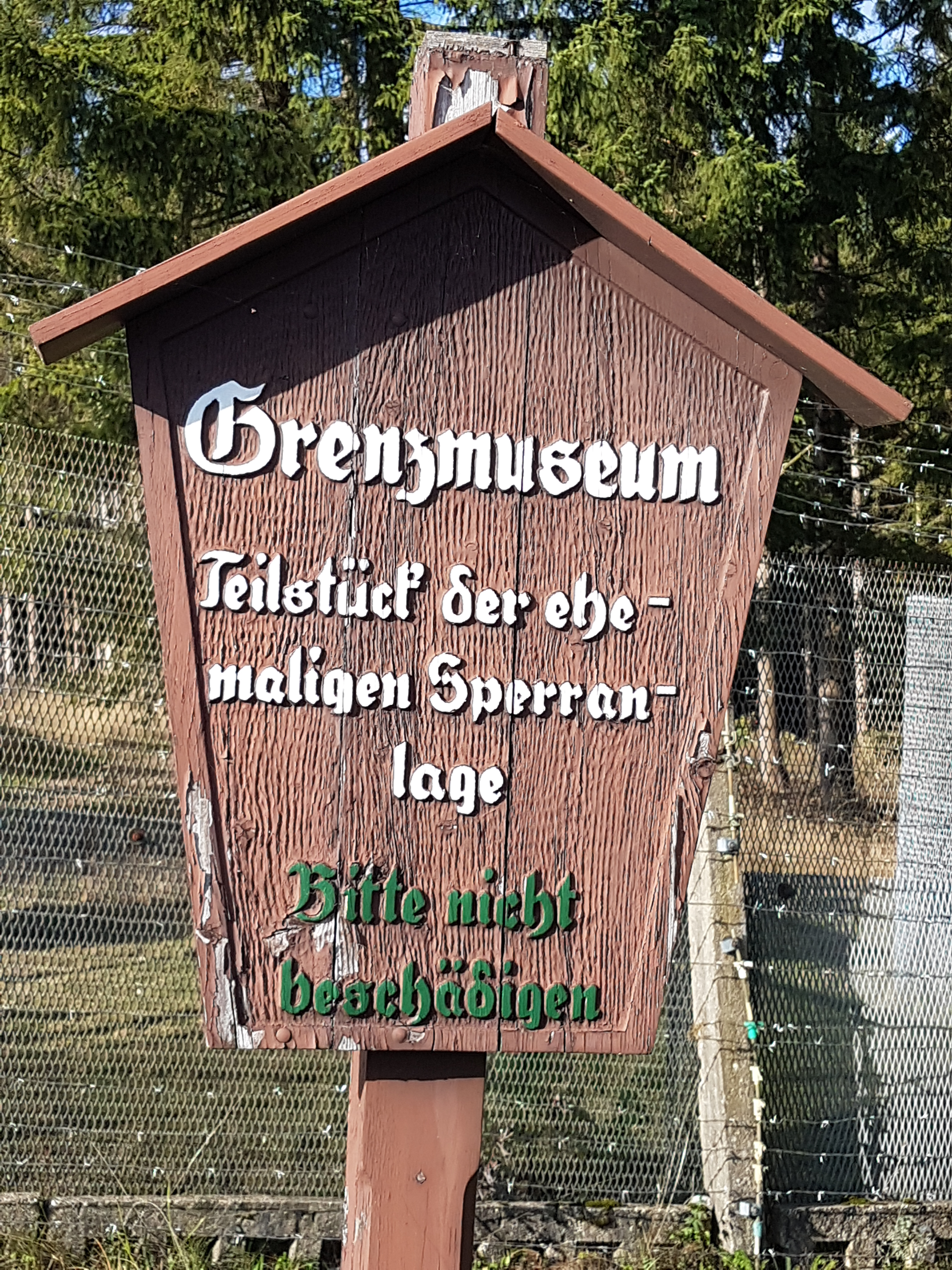
Bord bij de entree buitenmuseum
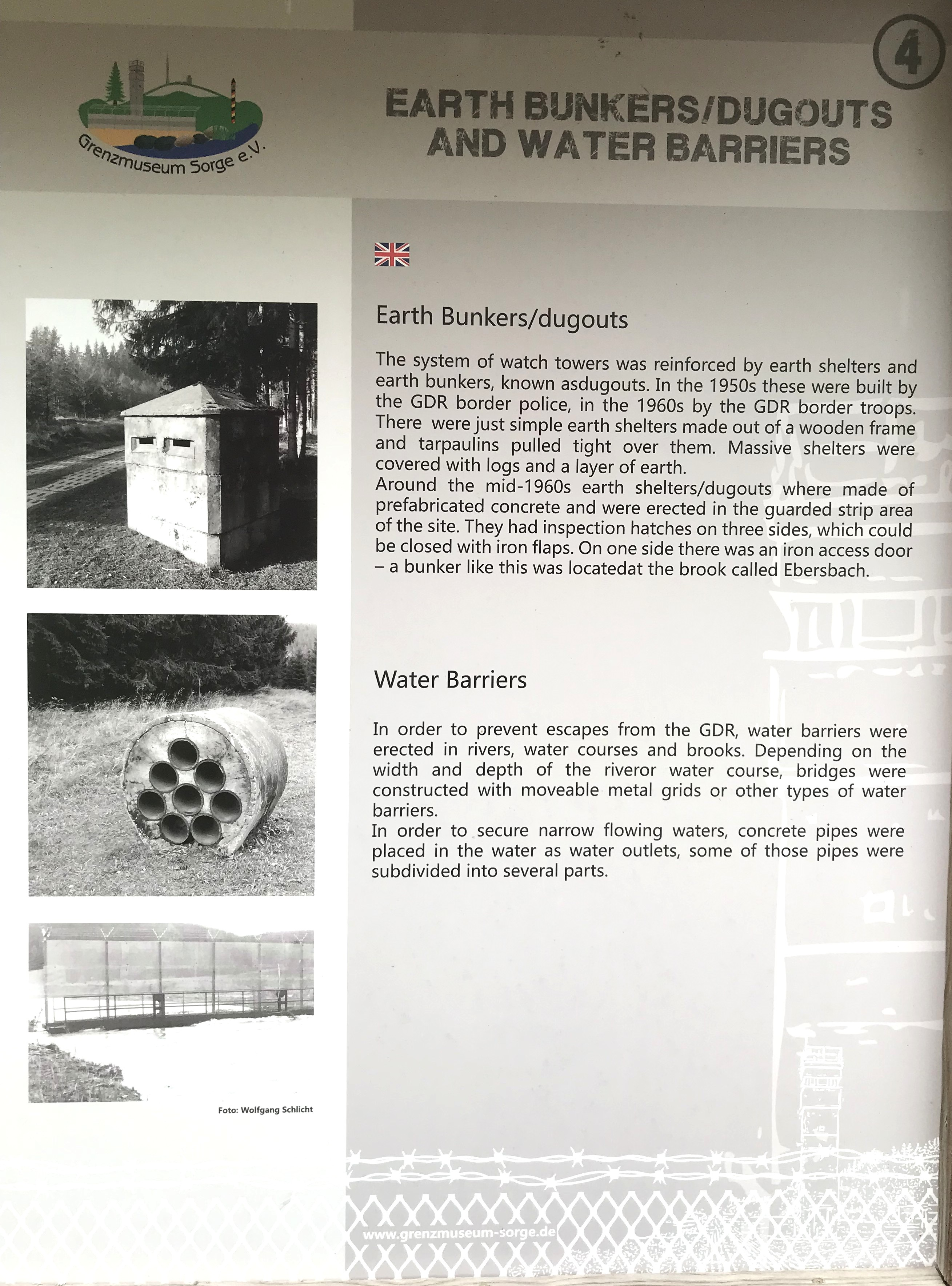
Een van de tien informatiepanelen
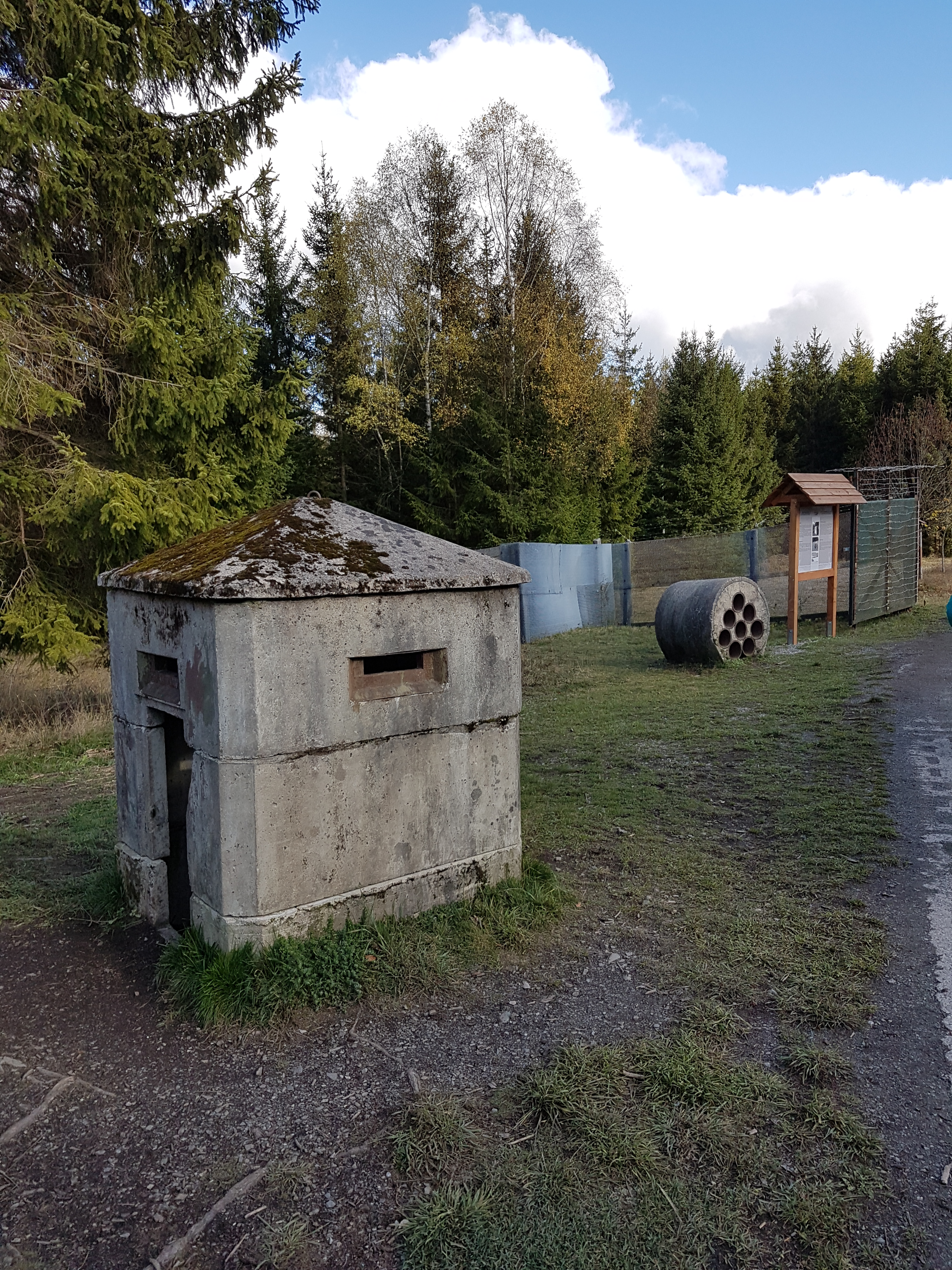
Betonnen uitkijkpost
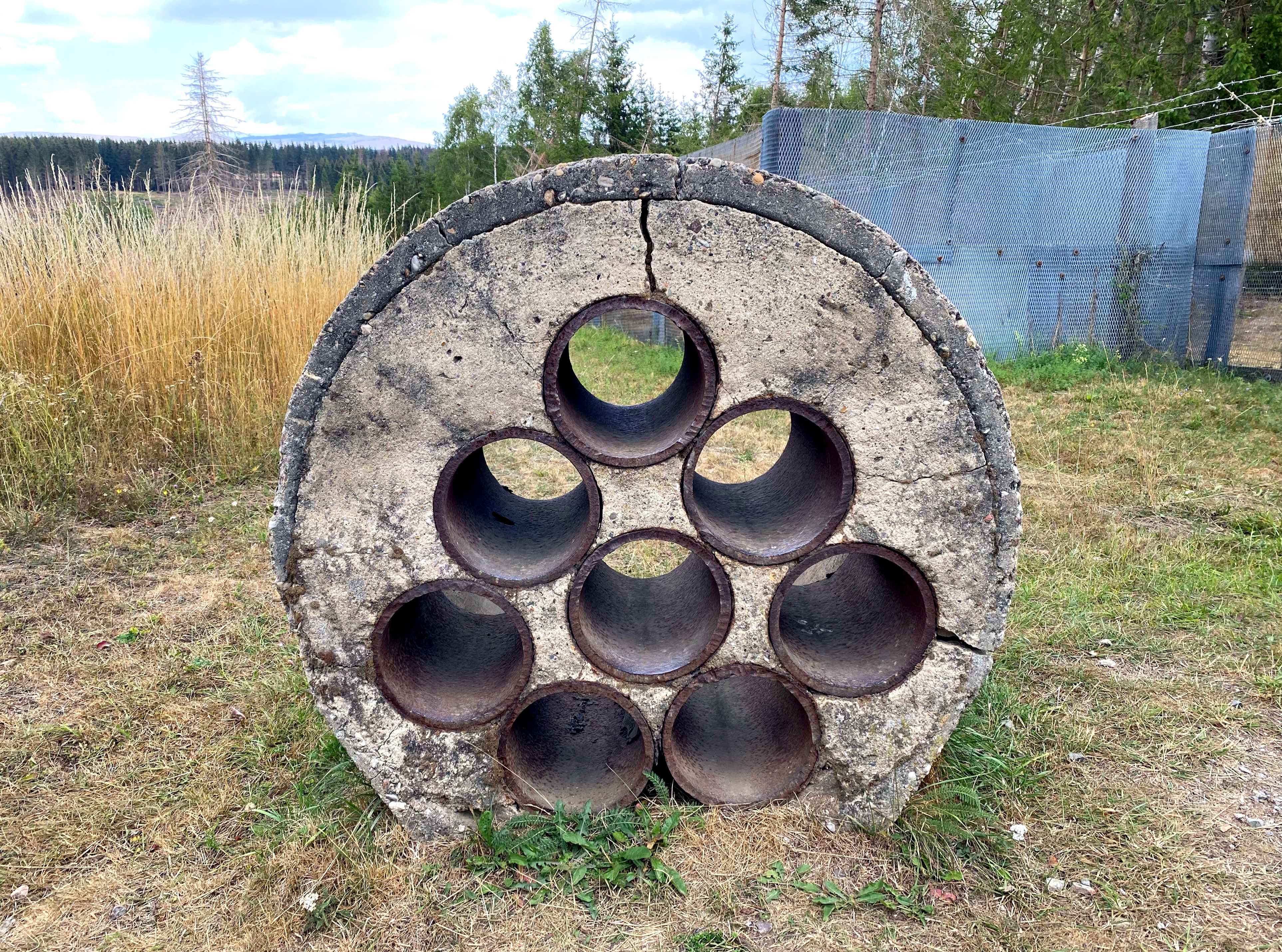
Betonnen waterafvoerbuis, zo kunnen er geen mensen door
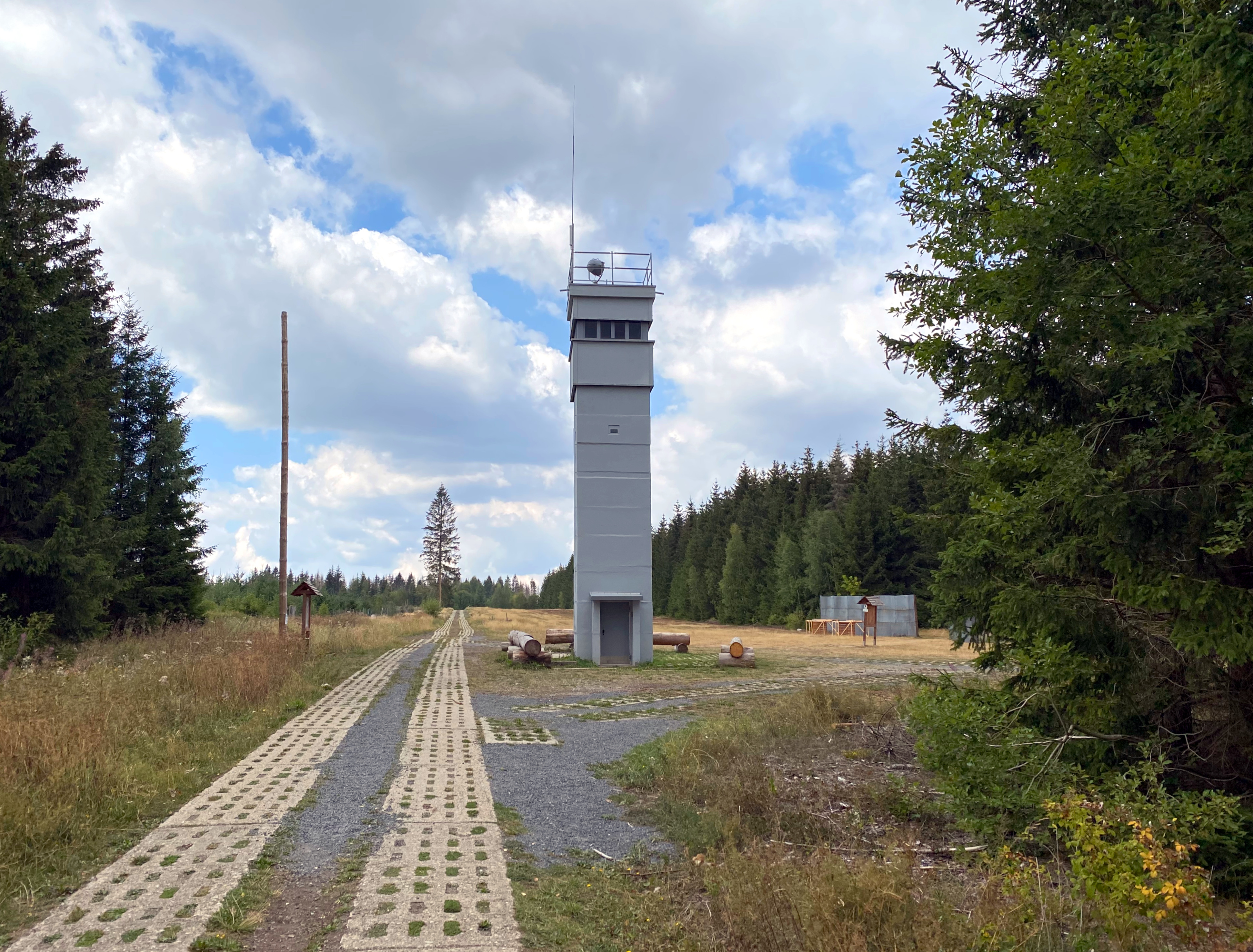
Betonnenpad en uitkijktoren
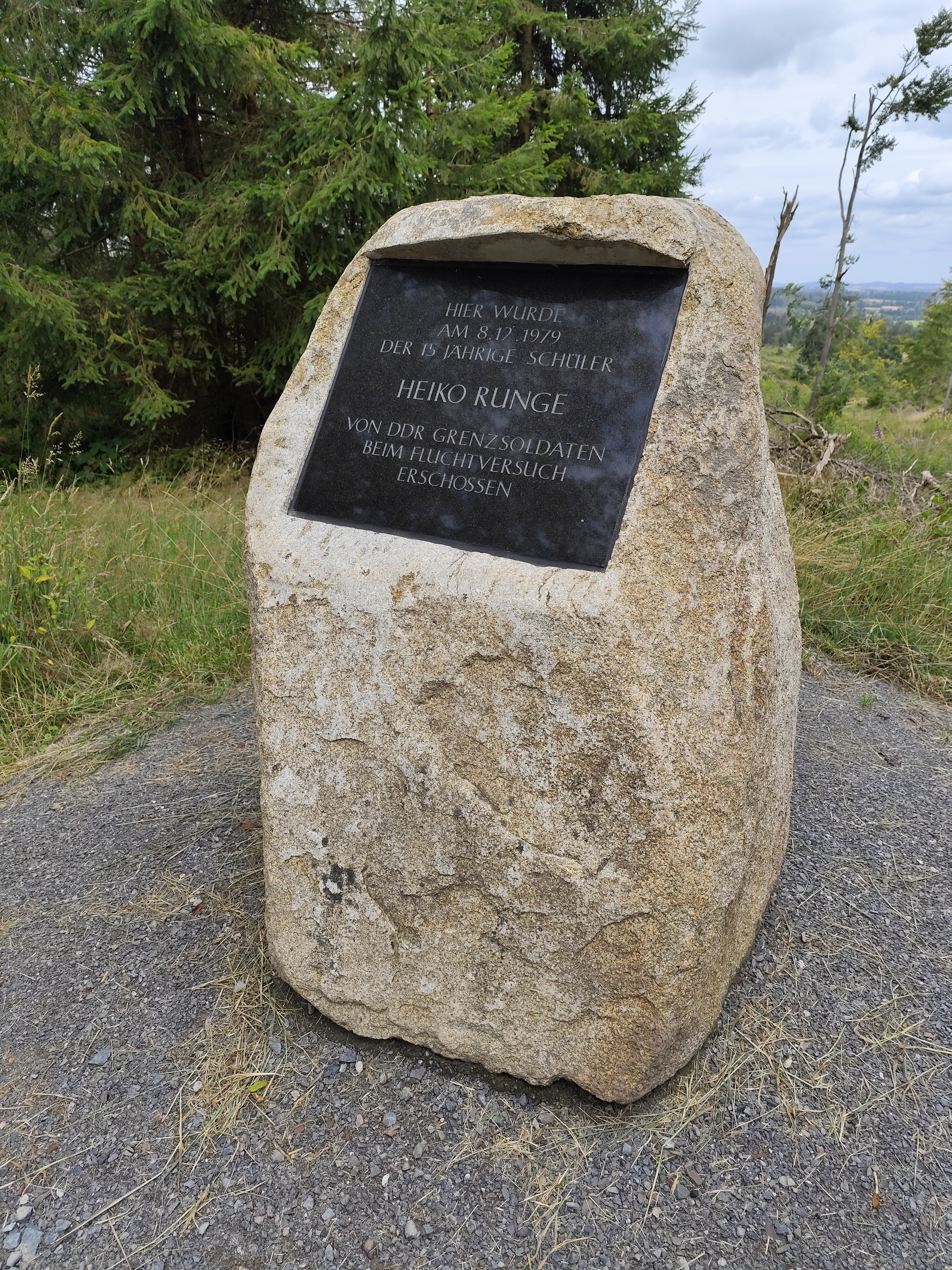
Gedenksteen Heiko Runge